# Hvasser
Hvasser är en ö, en tätort och en kyrkby i Færders kommun i Vestfold fylke i sydöstra Norge. Tätorten Hvasser ligger vid änden av fylkesväg 3076 på den mellersta delen av ön Hvasser.  Här finns Hvassers kyrka.
Tidigare har ön och orten tillhört dåvarande Tjøme kommun.

## Bilder

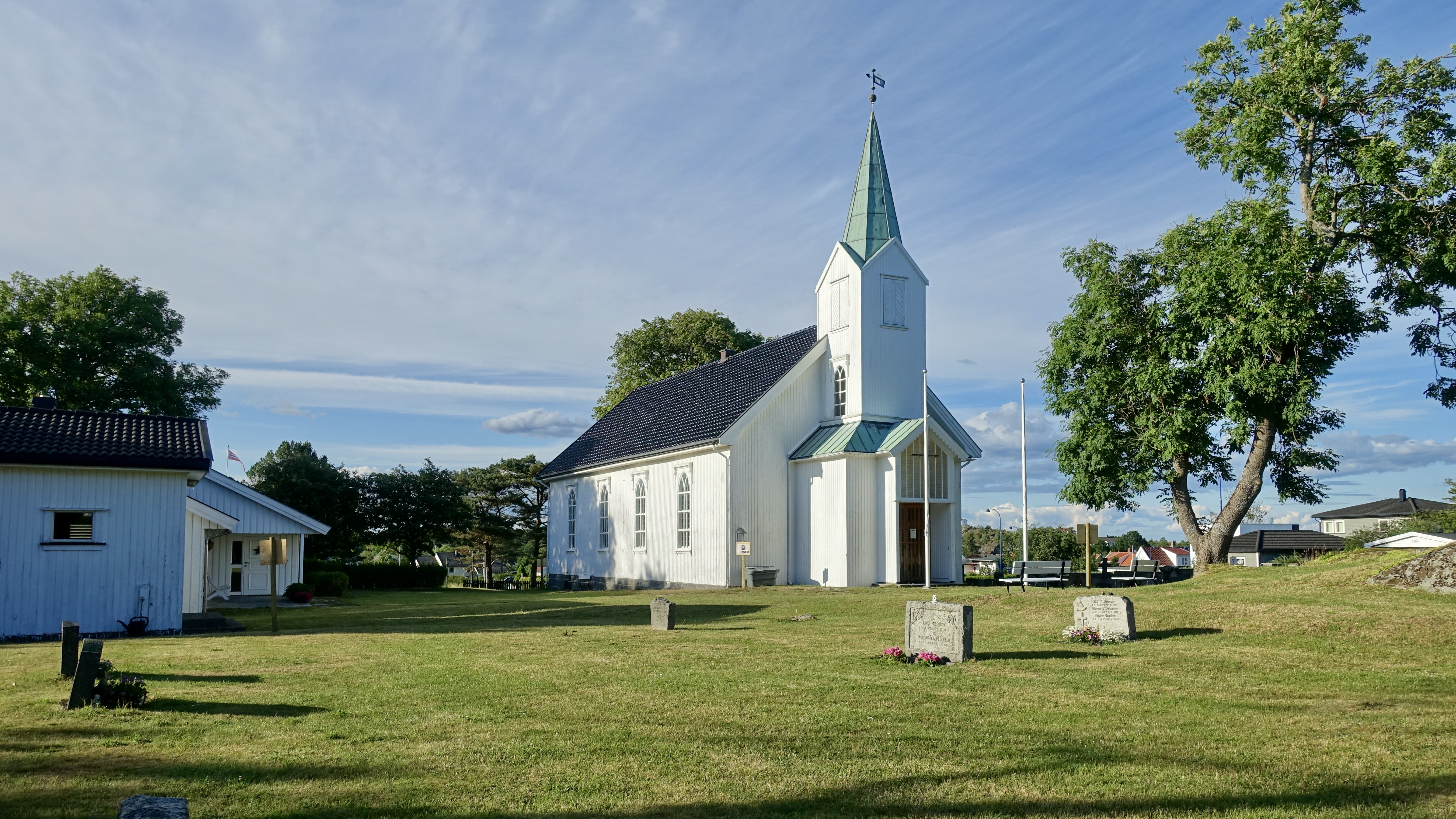
Hvassers kyrka.
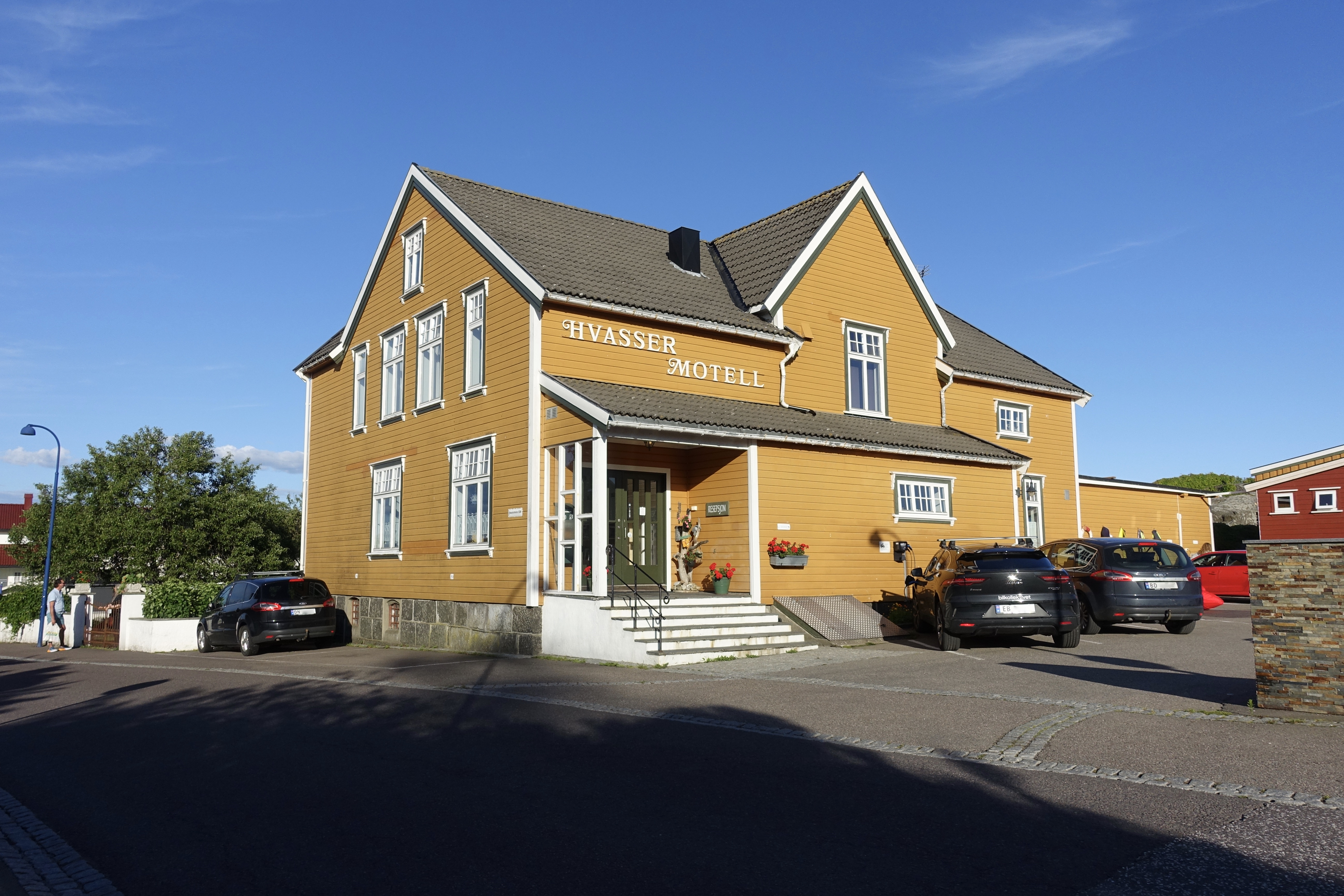
Hvasser motell.